# Teresa Sousa
Maria Teresa Fernandes de Sousa Cruz de Carvalho (Lisboa, 21 de dezembro de 1928 - Lisboa, 6 de janeiro de 1962), conhecida apenas como Teresa Sousa - como assinava os seus trabalhos - foi uma artista plástica portuguesa que se dedicou à gravura e à pintura.

## Biografia
Após os estudos liceais, iniciou, em 1947, na ESBAL (Escola Superior de Belas Artes de Lisboa), o Curso Superior de Pintura, que terminou em 1954. Durante a frequência do curso, foram-lhe atribuídos pela ESBAL os prémios: de maior classificação em pintura (ano letivo de 1950-51), “Constantino Fernandes” (1951-52), e "Veloso Salgado" (1952-53); pela Academia Superior de Belas Artes, os prémios “Lupi” (1951-52), e “Ferreira Chaves” (1952-53). Uma das suas primeiras exposições foi em 1953, no Salão da Jovem Pintura (Lisboa, Galeria de Março).
Pintura
Em 1955, juntamente com os seus colegas Lourdes Castro, José Escada, e Cruz de Carvalho, seu futuro marido, inaugurou a Galeria Pórtico. Em simultâneo, e com estes artistas, dinamizou, no Museu Nacional de Arte Antiga, a exposição “Estudos sobre um tema de pintura”.
Ainda em 1955, esteve em Paris, como bolseira do Instituto de Alta Cultura (atualmente Instituto Camões), onde, no Atelier 17, de Stanley William Hayter, e sob a orientação deste, estudou e trabalhou em gravura.
Também nesta época da sua vida foi animadora da Galeria Pórtico conjuntamente com Lourdes Castro, José Escada e Costa Pinheiro. Neste âmbito, em 1956, organizou as exposições “Cartazes de Paris” e “Obras de Vieira da Silva existentes em Portugal”.
Casou-se em 1957 com  o designer José Maria Cruz de Carvalho. Nesse ano fez a sua única exposição individual, tendo ainda participado na I Exposição de Artes Plásticas da Fundação Gulbenkian, onde foi distinguida com um prémio de gravura  .
Ainda em 1957 esteve representada na I Bienal Internacional de Gravura, em Tóquio, e venceu o concurso para a capa do Guia Turístico do SNI (Secretariado Nacional de Informação).
Em 1958, participou na 5ª exposição “Bianco e Nero”, em Lugano, integrou a Missão Cultural Artística Portuguesa que visitou a Expo 58 (Bruxelas), e organizou a exposição de trabalhos das suas alunas “O branco, o preto e as cores”. Participou em várias exposições organizadas pela Gravura – Sociedade Cooperativa de Gravadores Portugueses, para a qual fez 3 gravuras.
Um dos seus alunos foi o hoje internacionalmente reconhecido artista plástico português José de Guimarães.
O seu primeiro filho nasceu em 1959, ano em que recebeu o prémio Domingos Sequeira no I Salão dos Novíssimos e esteve representada pela primeira vez na Exposição Internacional Feminina do Museu de Arte Moderna de Paris. Em 1961 foi-lhe atribuído o 2º prémio de pintura da Exposição Antoniana do Estoril e no dia 29 de dezembro nasceu o seu segundo filho.
Sem nada que o fizesse prever, faleceu no dia 6 de janeiro de 1962.
Durante a sua curta vida artística (1955 – 1961), produziu um significativo número de obras – gravura (mais de 40), desenho, pintura - tendo deixado inacabados bastantes trabalhos, nomeadamente gravuras, cartões para tapeçarias, e estudos para mosaicos.

## Obra
A obra de Teresa Sousa distingue-se pelo interesse pelas técnicas de gravura (buril, em A Virgem e o Menino; água-forte, em O Atelier, 1956), bem como, do ponto de vista formal, pelo reconhecimento dos valores plásticos da Abstracção (liberdade no tratamento da mancha, liberdade do desenho), que concilia com temas de realidade sensível.
O Centro de Arte Moderna da Fundação Calouste Gulbenkian possui na sua coleção alguns trabalhos de Teresa Sousa.

## Ligações Externas
- Fundação Gulbenkian | Obras de Teresa Sousa presentes no CAM (Centro de Arte Moderna)